# Grand Prix de la ville de Saint-Nicolas
Le Grand Prix de la ville de Saint-Nicolas (en néerlandais : Grote Prijs Stad Sint-Niklaas) est une course cycliste sur route masculine disputée depuis 1932 à Saint-Nicolas (Flandre-Orientale), en Belgique. En 2016 et 2017, il fait partie de l'UCI Europe Tour en catégorie 1.2.

## Palmarès depuis 1975

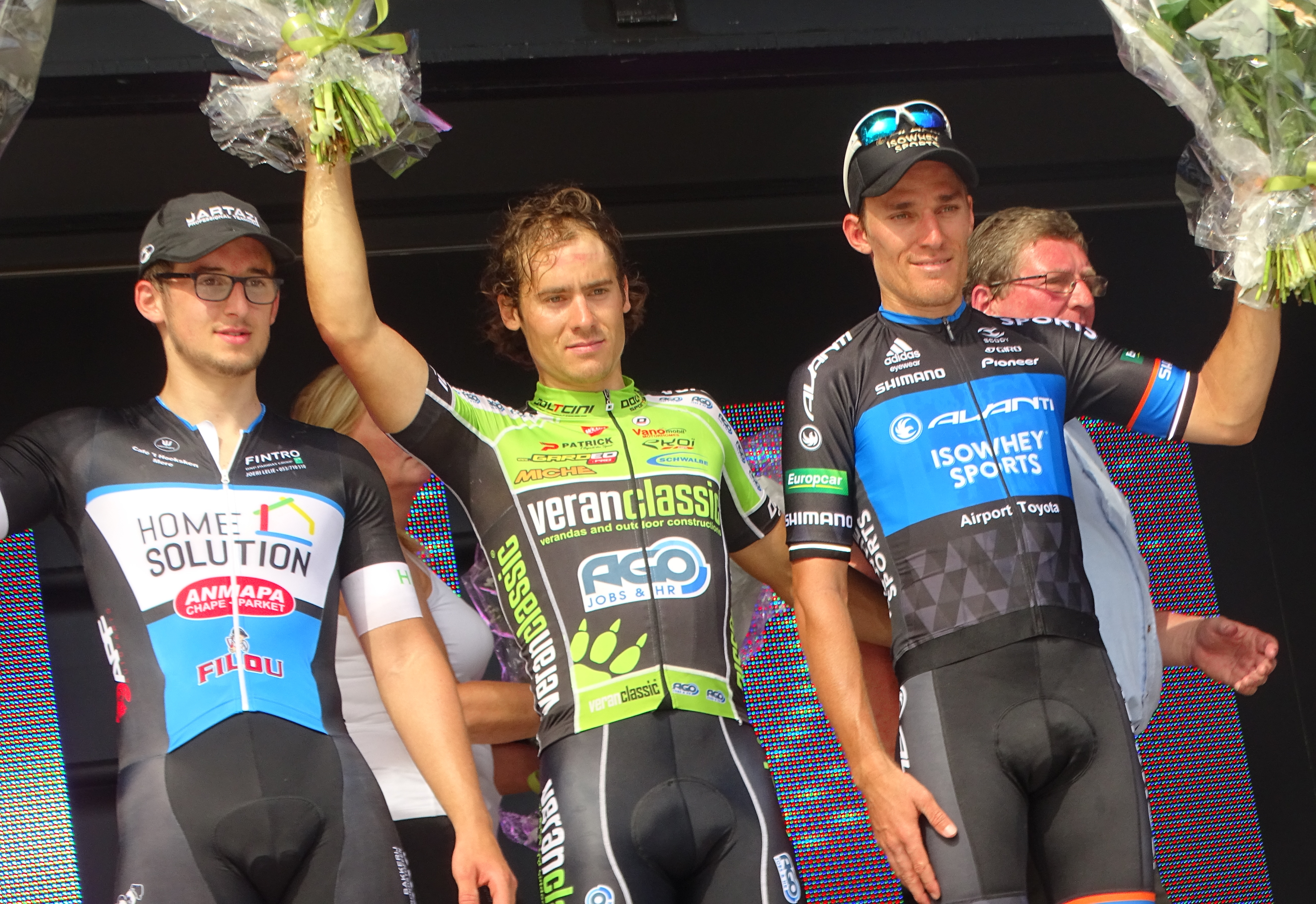
Podium de l'édition 2016 : Alfdan De Decker (2e), Justin Jules (1er) et Anthony Giacoppo (3e).

| Année | Vainqueur              | Deuxième                | Troisième              |
| ----- | ---------------------- | ----------------------- | ---------------------- |
| 1975  | Benny Schepmans        | Frans Van Looy          | Tony Gakens (pl)       |
| 1976  | Frans Van Looy         | Serge Vandaele          | Frans Verhaegen        |
| 1977  | Willem Peeters         | Luc Leman               | Frans Van Looy         |
| 1978  | Cees Priem             | Léo Van Thielen         | René Van Gils          |
| 1979  | Jacques Osmont         | Alfons De Bal           | Bert Oosterbosch       |
| 1980  | Johnny De Nul (nl)     | Wilfried Van den Broeck | Etienne De Beule       |
| 1981  | Jos Gysemans           | Rudy Cottenies          | Etienne De Beule       |
| 1982  | Johnny De Nul (nl)     | Jan Bogaert             | Hendrik Caethoven (de) |
| 1983  | Etienne De Wilde       | Jan Bogaert             | Marc Dierickx          |
| 1984  | Jan Bogaert            | William Tackaert        | Ludwig Wijnants        |
| 1985  | Frans Van Vlierberghe  | Marc Dierickx           | Martin Kemp            |
| 1986  | John Bogers (nl)       | Roger De Cnijf          | Mario Mariotti         |
| 1987  | Jan Bogaert            | Hans Daams              | Michel Cornelisse      |
| 1988  | Jan Bogaert            | Marnix Lameire          | Werner Devos           |
| 1989  | Dirk Heirweg           | Daniel Beelen           | Hendrik Redant         |
| 1990  | Jan Bogaert            | Patrice Bar             | Christian Henn         |
| 1991  | Michel Cornelisse      | Johnny Dauwe            | Jan Bogaert            |
| 1992  | Johan Devos            | Stephan Van Leeuwe      | Corneille Daems (it)   |
| 1993  | Patrick De Wael        | Jerry Cooman            | Michel Cornelisse      |
| 1994  | Raymond Meijs          | Martin van Steen        | Paul Van Hyfte         |
| 1995  | Jans Koerts            | Jan Nevens              | Franky De Buyst        |
| 1996  | Geert Van Bondt        | Patrick De Wael         | Willy Willems          |
| 1997  | Peter Spaenhoven (nl)  | Marc Streel             | Brian Dalgaard Jensen  |
| 1998  | Wim Omloop             | Matthew Gilmore         | Hans De Meester        |
| 1999  | Nico Eeckhout          | Etienne De Wilde        | Brett Aitken           |
| 2000  | Danny Daelman          | Wim Omloop              | Ludo Dierckxsens       |
| 2001  | Jurgen Vermeersch (nl) | Berry Hoedemakers (nl)  | Glenn D'Hollander      |
| 2002  | Geert Omloop           | Michel Vanhaecke        | Marc Vlijn             |
| 2003  | Youri Deliens          | Rik Reinerink           | Geert Omloop           |
| 2004  | Tom Steels             | Frank Vandenbroucke     | Bradley Wiggins        |
| 2005  | Serge Baguet           | Tom Steels              | Nick Nuyens            |
| 2006  | Nico Eeckhout          | Stijn Devolder          | Kevin Van Impe         |
| 2007  | Stijn Devolder         | Greg Van Avermaet       | Gorik Gardeyn          |
| 2008  | Greg Van Avermaet      | Tom Steels              | Nick Nuyens            |
| 2009  | Kristof Goddaert       | Niels Albert            | Serge Pauwels          |
| 2010  | Wouter Weylandt        | Frédéric Amorison       | Sébastien Delfosse     |
| 2011  | Nico Eeckhout          | Kevin Peeters           | Jonas Van Genechten    |
| 2012  | Egidijus Juodvalkis    | Bert-Jan Lindeman       | Timothy Stevens        |
| 2013  | Leigh Howard           | Brian van Goethem       | Christophe Prémont     |
| 2014  | Maarten Craeghs        | Kevin Peeters           | Timothy Dupont         |
| 2015  | Dries De Bondt         | Joeri Stallaert         | Gediminas Kaupas       |
| 2016  | Justin Jules           | Alfdan De Decker        | Anthony Giacoppo       |
| 2017  | Gerben Thijssen        | Álvaro Hodeg            | Alexander Maes         |
| 2018  | Michiel Dieleman       | Cédric Raymackers       | Dieter Bouvry          |
| 2019  | Benjamin Verraes       | Polychrónis Tzortzákis  | Wesley Van Dyck        |
| 2020  | pas de course          |                         |                        |
| 2021  | Louis Blouwe           | Toon Stippelmans        | Sander Lemmens         |
| 2022  | Joren Segers           | Mauro Verwilt           | Tom Timmermans         |
| 2023  | Kobe Vanoverschelde    | Thomas Joseph           | Piotr Havik            |
| 2024  | Matthew Van Schoor     | Joppe Sterck            | Arno Vanhaecke         |